# Форт-Ріплей (Міннесота)
Форт-Ріплей (англ. Fort Ripley) — місто (англ. city) в США, в окрузі Кроу-Вінг штату Міннесота. Населення — 84 особи (2020).

## Географія
Форт-Ріплей розташований за координатами 46°10′9″ пн. ш. 94°21′46″ зх. д. / 46.16917° пн. ш. 94.36278° зх. д. (46.169222, -94.362799).  За даними Бюро перепису населення США в 2010 році місто мало площу 3,72 км², з яких 3,42 км² — суходіл та 0,30 км² — водойми.

## Демографія
Згідно з переписом 2010 року, у місті мешкало 69 осіб у 33 домогосподарствах у складі 20 родин. Густота населення становила 19 осіб/км².  Було 37 помешкань (10/км²).
Расовий склад населення:
| - 97,1 % — білих - 1,4 % — корінних американців - 1,4 % — азіатів |

До двох чи більше рас належало 0,0 %. Частка іспаномовних становила 0,0 % від усіх жителів.
За віковим діапазоном населення розподілялося таким чином: 17,4 % — особи молодші 18 років, 65,2 % — особи у віці 18—64 років, 17,4 % — особи у віці 65 років та старші. Медіана віку мешканця становила 50,5 року. На 100 осіб жіночої статі у місті припадало 115,6 чоловіків;  на 100 жінок у віці від 18 років та старших — 111,1 чоловіків також старших 18 років.
За межею бідності перебувало 2,9 % осіб, у тому числі 0,0 % дітей у віці до 18 років та 20,0 % осіб у віці 65 років та старших.
Цивільне працевлаштоване населення становило 43 особи. Основні галузі зайнятості: виробництво — 39,5 %, освіта, охорона здоров'я та соціальна допомога — 37,2 %, науковці, спеціалісти, менеджери — 9,3 %, роздрібна торгівля — 7,0 %.